# Alan García
Alan Gabriel Ludwig García Pérez (født 23. maj 1949 i Lima, død 17. april 2019) var en peruviansk politiker. Han var landets præsident fra 1985 til 1990 og blev i 2006 valgt for en ny præsidentperiode, som sluttede i 2011.
Den 17. april 2019 begik García selvmord ved at skyde sig selv i halsen, da politiet var mødt op for at anholde ham i forbindelse med en bestikkelsessag.